# Ctenogobiops aurocingulus
Ctenogobiops aurocingulus é uma espécie de peixe da família Gobiidae e da ordem Perciformes.

## Morfologia
- Os machos podem atingir 8 cm de comprimento total.[4][5]

## Habitat
É um peixe marítimo, de clima tropical e associado aos recifes de coral que vive até 20 m de profundidade.

## Distribuição geográfica
É encontrado na Austrália, China, Fiji, Indonésia, Japão (incluindo nas Ilhas Ryukyu), nas Ilhas Marshall, Micronésia, Papua-Nova Guiné, nas Filipinas, Samoa, nas Ilhas Salomão, Sri Lanka, Taiwan e Tonga.

## Observações
É inofensivo para os humanos.